# Stadion Łużniki
Łużniki (ros.  «Лужники») – moskiewski stadion otwarty 31 lipca 1956, na którym swoje mecze rozgrywa Reprezentacja Rosji w piłce nożnej. Pełna nazwa obiektu to Wielka Hala Sportowa Kompleksu Olimpijskiego „Łużniki”. Jego całkowita pojemność 81 000 miejsc sprawia, że jest to największy stadion piłkarski w Rosji i ósmy co do wielkości stadion w Europie. Nazwa obiektu pochodzi od terenu, który jest dość grząski, podmokły i bagienny.
W 1980 odbyły tu się Igrzyska Olimpijskie. Stadion może pomieścić 81 029 osób. 20, października 1982 po meczu Spartaka z HFC Haarlem przy wyjściu stratowano co najmniej 66 osób. 21 maja 2008 roku rozegrano na nim finał Ligi Mistrzów, w którym pierwszy raz w historii wystąpiły dwie angielskie drużyny – Manchesteru United i Chelsea F.C. (zwycięzcą pojedynku został Manchester). W 2013 roku na Łużnikach zorganizowano mistrzostwa świata w lekkoatletyce oraz Puchar Świata w Rugby 7. Od 2013 obiekt był remontowany z powodu Mistrzostw Świata w Piłce Nożnej w 2018 roku. Obiekt ponownie oficjalnie otwarto pod koniec 2017 roku.
Stadion jest zaopatrzony w inny rodzaj murawy, a dokładniej sztuczną trawę, która jest podgrzewana. Moc jupiterów wynosi niecałe 1500 luksów.
W skład kompleksu sportowego na Łużnikach wchodzą m.in.: baseny, korty tenisowe, hale sportowe, lodowiska i inne obiekty.